# 米哈伊爾·安
米哈伊爾·伊凡洛維奇·安（俄語：Михаил Иванович Ан；1952年2月19日—1979年8月11日），一位蘇聯高麗人出身的足球員。
他是塔什干棉农足球俱乐部的球員，也曾代表蘇聯在1978年和伊朗比賽，但死於1979年第聶伯羅捷爾任斯克撞機事件，享年27歲。